# Civita d'Antino
Civita d'Antino é uma comuna italiana da região dos Abruzos, província de Áquila, com cerca de 1 076 habitantes. Estende-se por uma área de 29 km², tendo uma densidade populacional de 37 hab/km². Faz fronteira com Civitella Roveto, Collelongo, Luco dei Marsi, Morino, San Vincenzo Valle Roveto, Trasacco.

## Demografia
| Variação demográfica do município entre 1861 e 2011                               |
|                                                                                   |
| Fonte: Istituto Nazionale di Statistica (ISTAT) - Elaboração gráfica da Wikipedia |